# Hochwasserrückhaltebecken Bruchbachtal-Büderich
Das Hochwasserrückhaltebecken Bruchbachtal-Büderich oder kurz „Hochwasserrückhaltebecken Büderich“ ist ein Hochwasserrückhaltebecken bei Werl, Stadtteil Büderich im Kreis Soest in Nordrhein-Westfalen, das vom Wasserverband Obere Lippe betrieben wird.
Das Becken ist ein „grünes Becken“. Es staut nur bei Hochwasser den Schellenbach, der über den Salzbach und die Ahse zur Lippe abfließt.
Das Baumaterial des Staudammes ist ein bindiger Boden, der mit Steinen durchsetzt ist. Der Staudamm hat keine spezielle Dichtung außer einem Dichtungssporn im Untergrund.
Mit dem Grundablass können bei Vollstau 2,35 m³/s abgegeben werden.